# Puebla de Almenara
Puebla de Almenara ist eine Gemeinde (Municipio) und ein Dorf mit 312 Einwohnern (Stand: 2024) in der Provinz Cuenca in der Autonomen Region Kastilien-La Mancha. 

## Lage
Puebla de Almenara liegt etwa 60 Kilometer westsüdwestlich von Cuenca in einer Höhe von ca. 865 m. 

## Bevölkerungsentwicklung
| 1970 | 1981 | 1991 | 2001 | 2011 | 2021 |
| ---- | ---- | ---- | ---- | ---- | ---- |
| 1024 | 833  | 676  | 513  | 455  | 334  |

## Sehenswürdigkeiten
- Burgruine
- Kirche Mariä Himmelfahrt
- Marienkapelle
- Bischofspalast von Don Juan de Cuenca (Bischof von Cádiz und Algeciras)

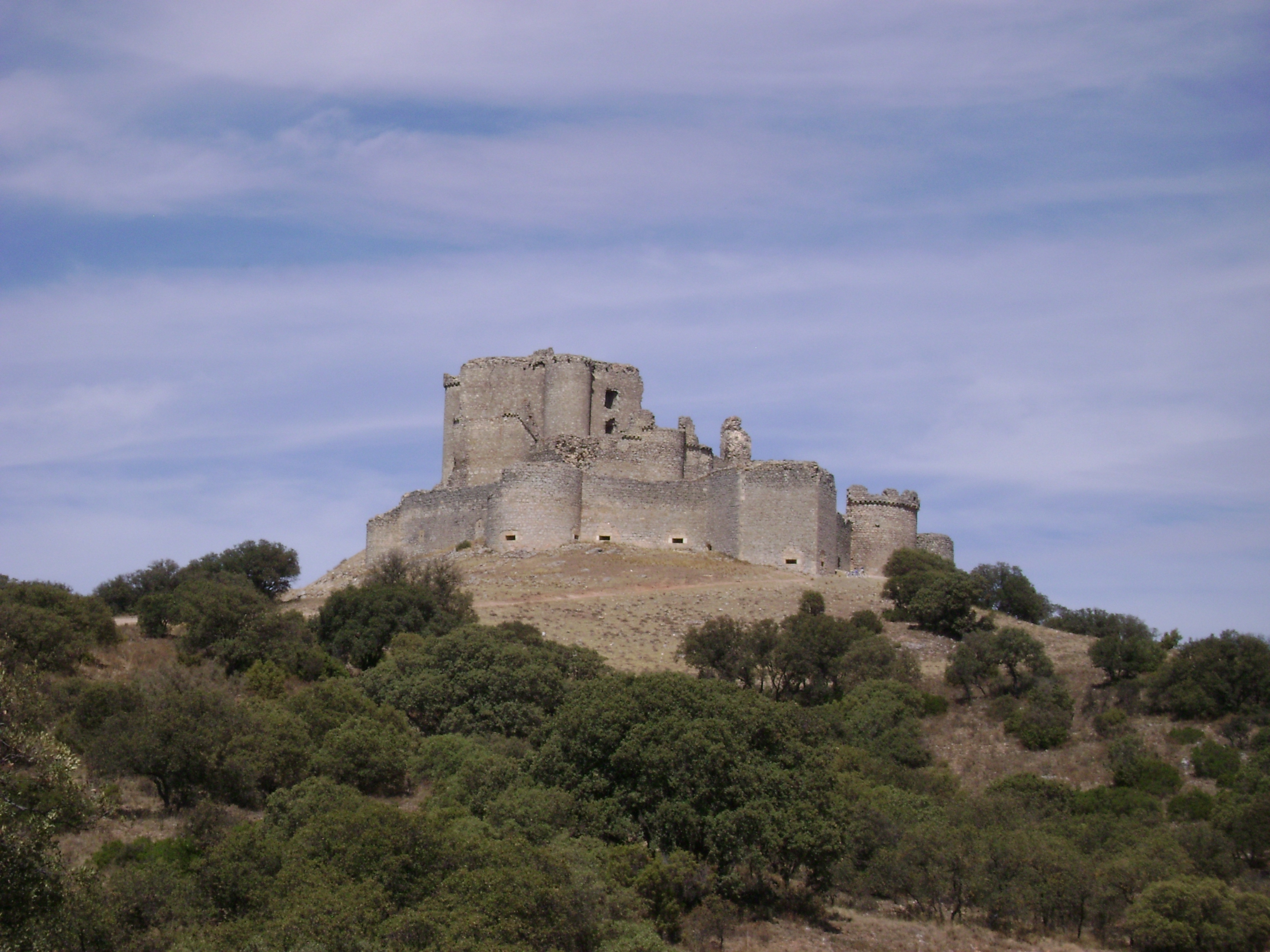
Burgruine
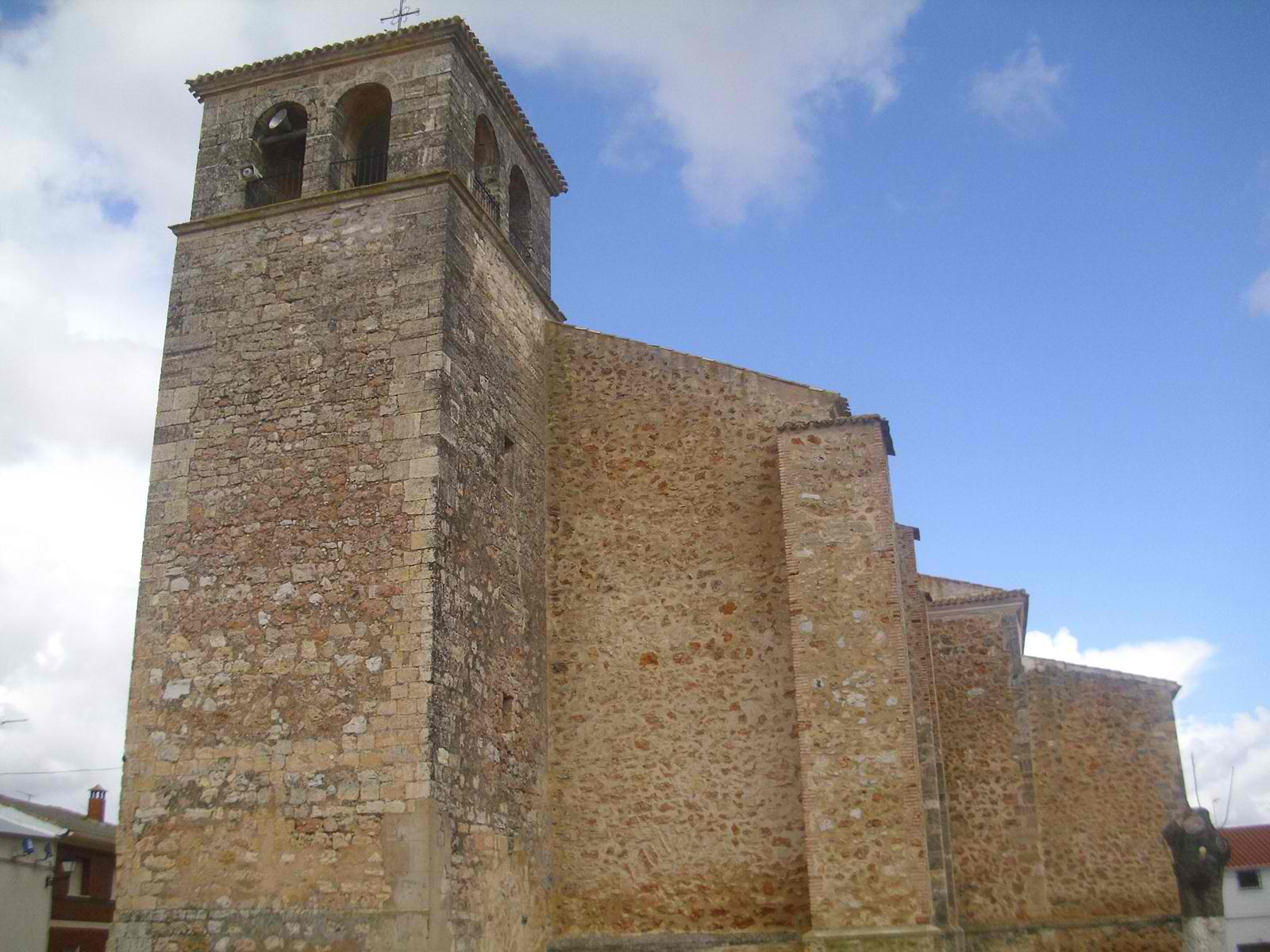
Kirche Mariä Himmelfahrt
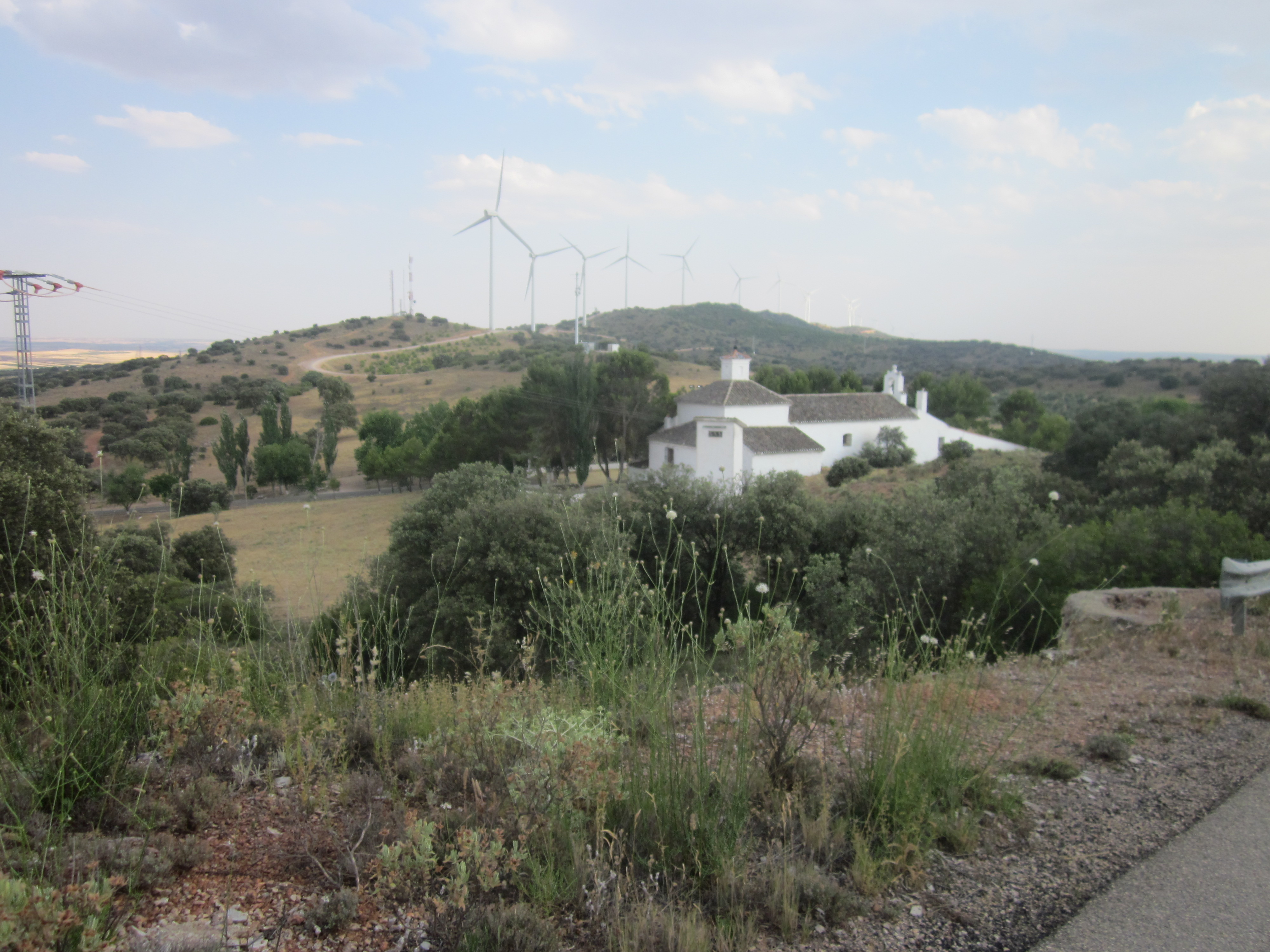
Marienkapelle
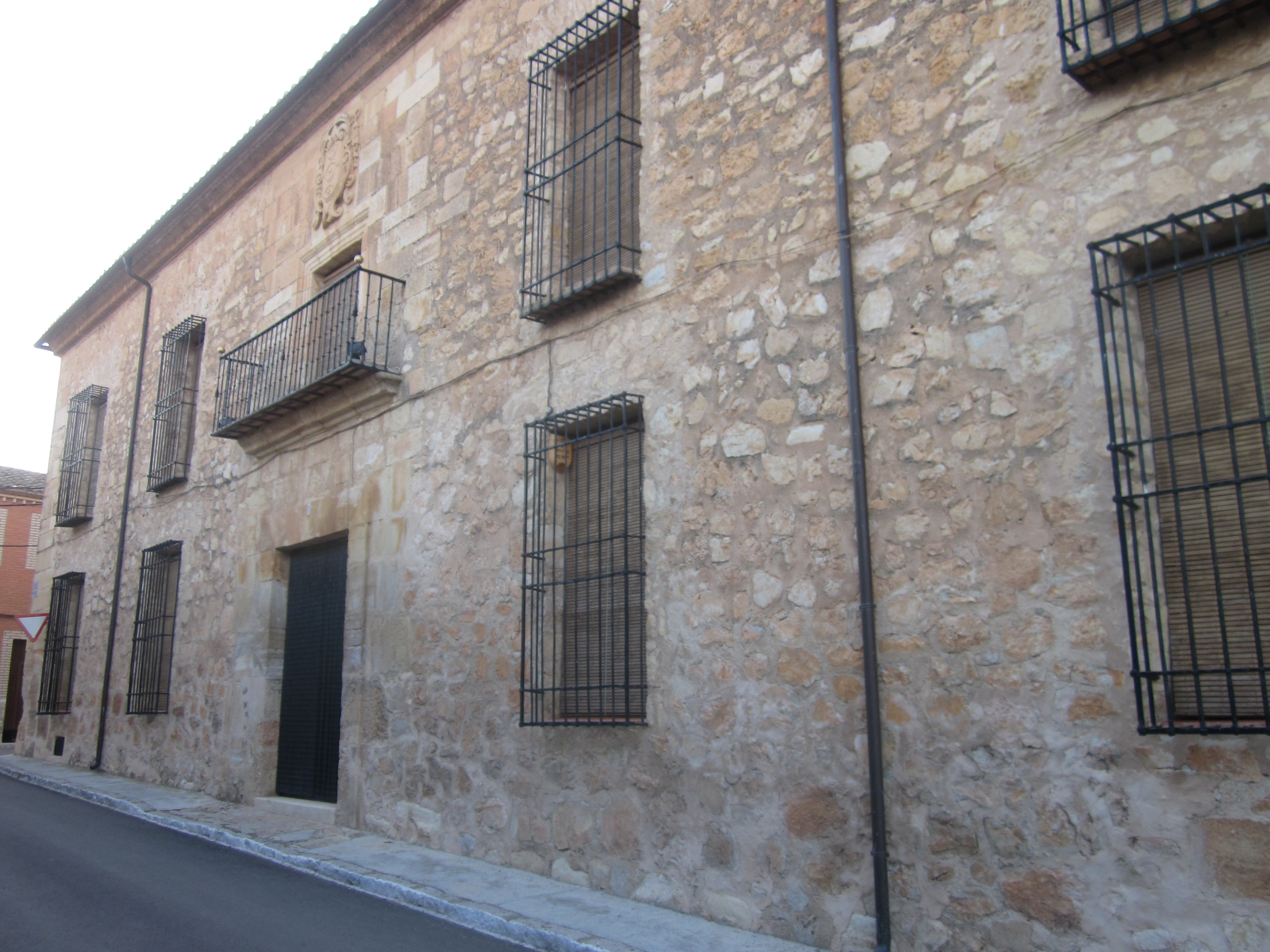
Bischofspalast
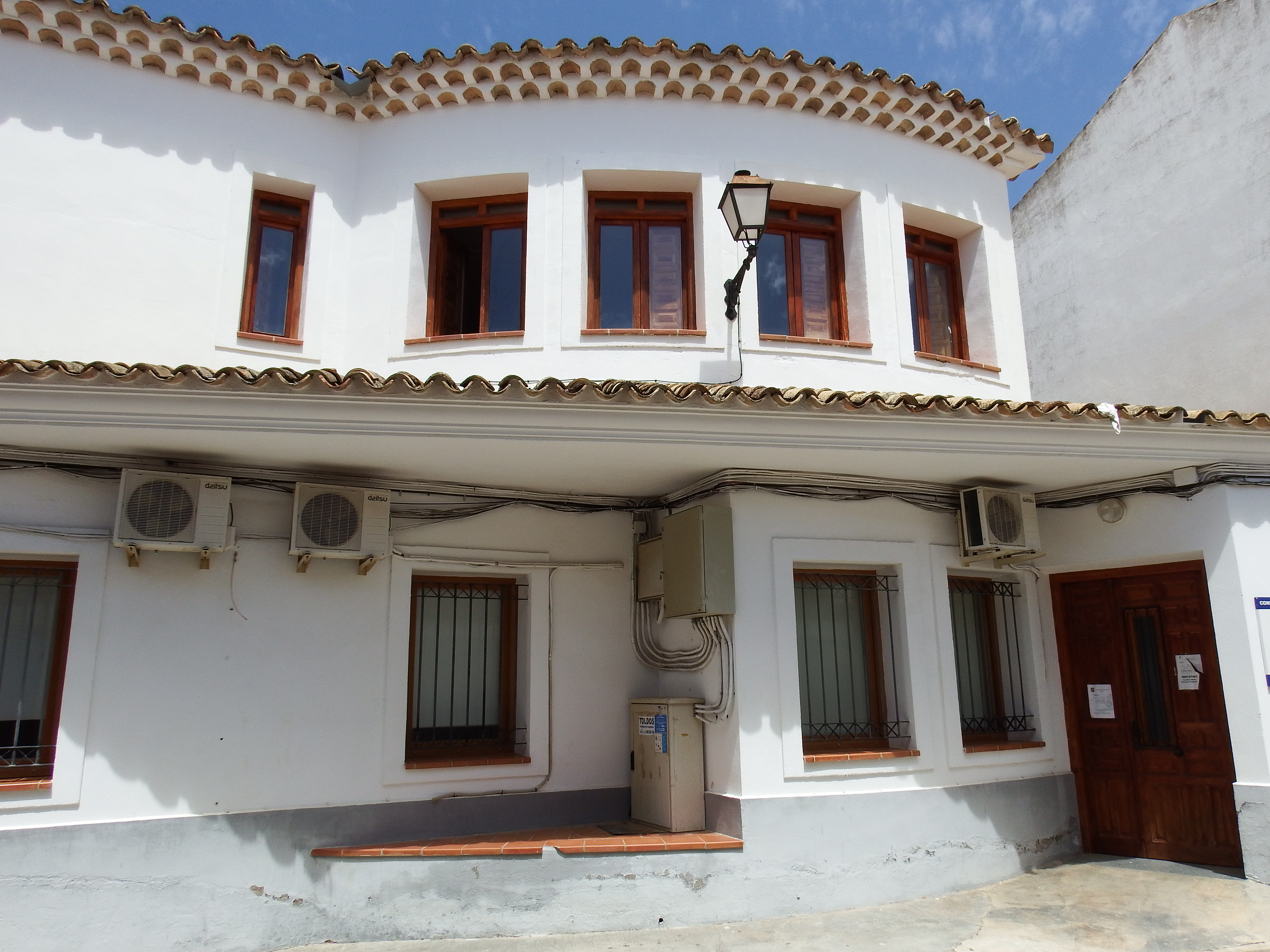
Rathaus

## Persönlichkeiten
- Javier Rupérez (* 1941), Politiker und Diplomat